# Neste (przedsiębiorstwo)

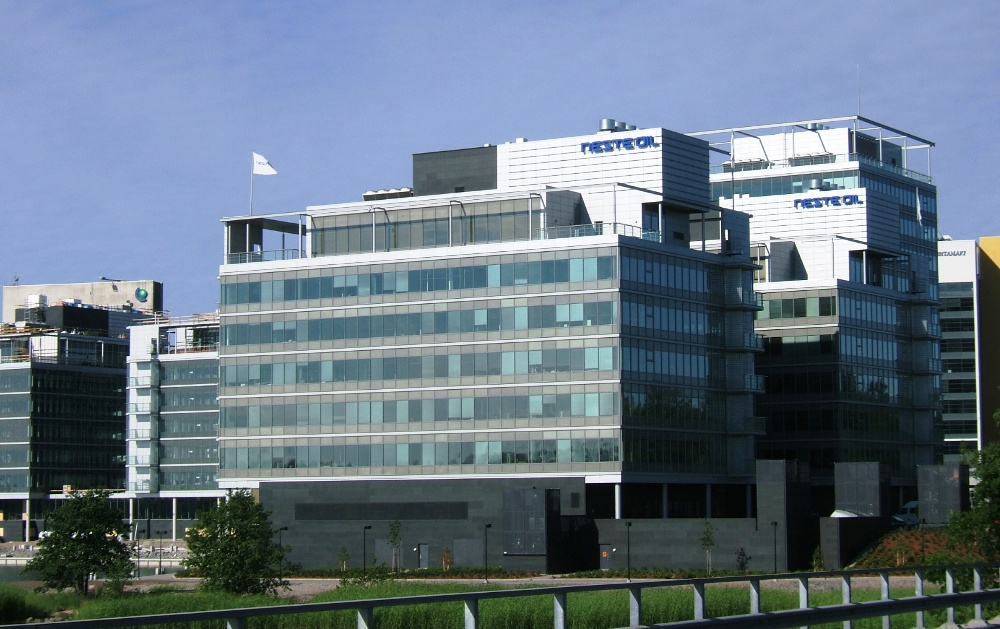
Siedziba firmy w Espoo

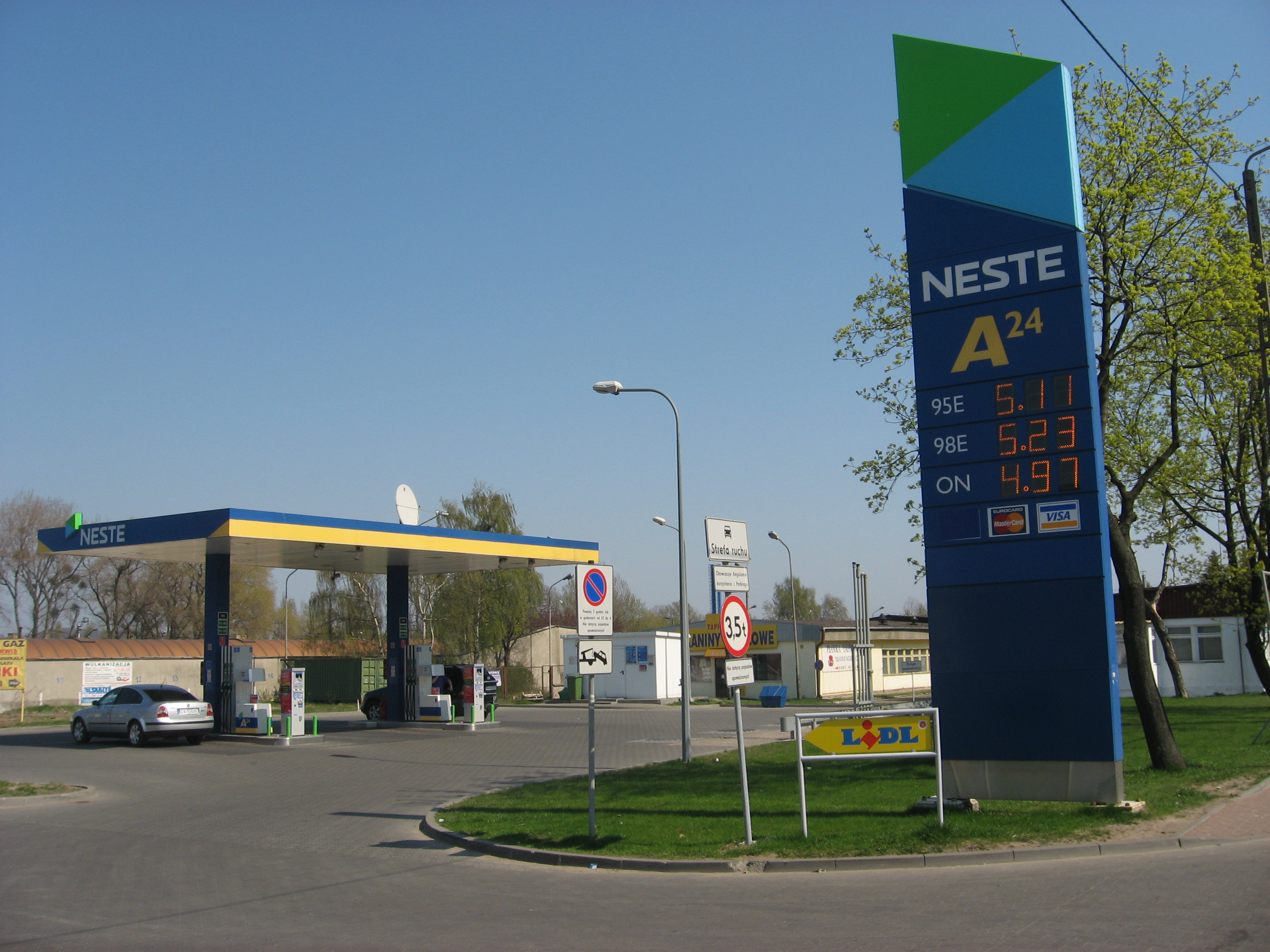
Stacja benzynowa Neste A24 w Gdyni Chyloni przy ulicy Chylońskiej

Neste Oyj – fińskie przedsiębiorstwo paliwowe prowadzące sieć samoobsługowych stacji paliw A24 na terenie Finlandii, Łotwy, Litwy, Estonii i Rosji, a do niedawna – Polski. Pierwsza polska stacja została otwarta w roku 1991 w Zakroczymiu (obecnie zlikwidowana), w roku 2008 uruchomiono setną stację.
W kwietniu 2013 firma Neste Polska została przejęta przez firmę Shell Polska Sp. z o.o. Oficjalnym powodem wycofania z rynku polskiego była bardzo niska marża na paliwa stosowana przez sprzedawców w Polsce, rekompensowana przez obecne na klasycznych stacjach paliw dodatkowe usługi (sklepy, myjnie itp.). W 2014 Shell Self Service sprzedał 27 samoobsługowych stacji paliw firmie BM Reflex, które od maja 2014 działają pod logiem eMILA.